# Teresa Núñez Cornejo
Teresa Mercedes del Carmen Núñez Cornejo (n. 10 de septiembre de 1965) es una administradora pública y política chilena. Entre 2014 y 2018 se desempeñó como gobernadora de la provincia Cardenal Caro.

## Biografía

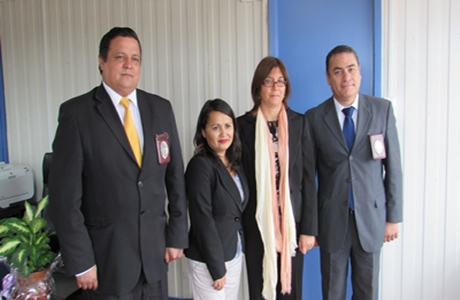
Núñez recibe saludos protocolares de la PDI, en 2014.

Nació en Rancagua, el 10 de septiembre de 1965; es hija de Luis Enrique Núñez Baeza y Lucy Mercedes Cornejo Barahona. Contrajo matrimonio en esa misma ciudad, con Emilio José Ramírez Cáceres, el 6 de enero de 1990.
Es ingeniera en gestión pública de la Universidad Academia de Humanismo Cristiano.
Ha trabajado en el área social en distintos municipios de la Región de O'Higgins, y se ha desempeñado además como encargada de programas  en instituciones públicas como Fosis, y en organizaciones no gubernamentales en el área mujeres y familia.
Fue directora provincial de Prodemu en la provincia de Cachapoal, directora provincial de Fundación Integra en Colchagua, concejal de la comuna de Peumo entre 2000 y 2004.
El 11 de marzo de 2014 fue designada gobernadora de la provincia Cardenal Caro por la presidenta Michelle Bachelet. Mantuvo dicho cargo hasta la misma fecha del 2018.